# Effetto spettatore (radiobiologia)
L'effetto spettatore indotto dalle radiazioni (effetto spettatore) è il fenomeno in cui le cellule non irradiate esibiscono effetti irradiati come risultato di segnali ricevuti dalle cellule vicine irradiate. Nel novembre 1992, Hatsumi Nagasawa e John B. Little riportarono per la prima volta questo fenomeno  radiobiologico.
Ci sono prove che l'irradiazione citoplasmica mirata produce come risultato la mutazione nel nucleo delle cellule colpite. Le cellule che non sono direttamente colpite da una particella α, ma sono nelle vicinanze di una che è colpita, contribuiscono anch'esse alla risposta genotossica della popolazione cellulare. Similmente, quando le cellule sono irradiate e il mezzo è trasferito alle cellule non irradiate, queste cellule non irradiate mostrano risposte spettatore quando sono analizzate per la sopravvivenza clogenica e la trasformazione oncogenica. Anche questo è attribuito all'effetto spettatore.
La dimostrazione di un effetto spettatore in tessuti umani tridimensionali  e, più recentemente, in interi organismi ha una chiara implicazione sulla potenziale rilevanza della risposta non mirata alla salute umana.
Questo effetto può contribuire anche alle conseguenze biologiche finali dell'esposizione a basse dosi di radiazione. Tuttavia, attualmente le prove disponibili sono insufficienti per suggerire che l'effetto spettatore favorisca la carcinogenesi negli esseri umani a basse dosi.
Si noti che l'effetto spettatore non è la stessa cosa dell'effetto abscopale. L'effetto abscopale è un fenomeno in cui la risposta alla radiazione si vede in un organo/sito distante dall'organo/area irradiato, cioè le cellule che rispondono non sono giustapposte alle cellule irradiate. Si è implicato che le cellule T e le cellule dendritiche facciano parte del meccanismo.
Nella terapia dei geni suicidi, l'"effetto spettatore" è la capacità delle celle transfettate di trasferire i segnali alle vicine cellule tumorali.